# Ischnocraspedus peracuta
Ischnocraspedus peracuta är en fjärilsart som beskrevs av Edward Meyrick 1920. Ischnocraspedus peracuta ingår i släktet Ischnocraspedus och familjen stävmalar. Inga underarter finns listade i Catalogue of Life.